# Ponte Buggianese
Ponte Buggianese är en ort i provinsen Pistoia i regionen Toscana i Italien. Kommunen hade 8 856 invånare (2018).